# Glossaire des patois de la Suisse romande
Le Glossaire des patois de la Suisse romande est une institution créée en 1899, ayant pour objectif l'étude des parlers de la Suisse romande. La principale activité du GPSR est la publication du Glossaire, un dictionnaire des patois mentionnant aussi des romandismes, des utilisations anciennes, des noms de lieux et des noms de familles romands. Le GPSR dispose d'une riche documentation ainsi que d'une bibliothèque spécialisée.

## Historique

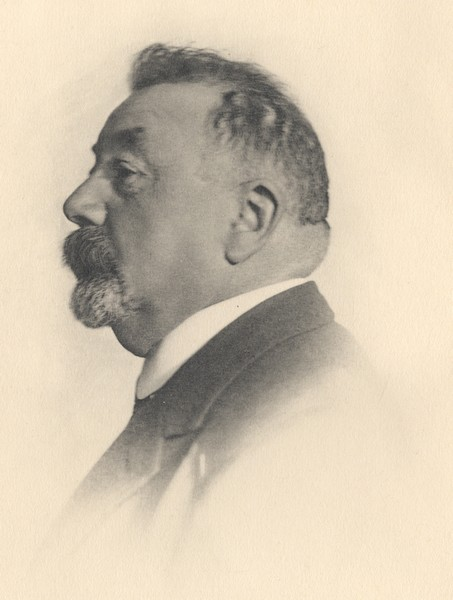
Louis Gauchat

Les fondateurs du Glossaire en 1899 sont l'initiateur du projet Louis Gauchat (1866–1942), Jules Jeanjaquet (1867–1950) et Ernest Tappolet (1870–1939).
Une conférence intercantonale des chefs des départements de l'instruction publique de la Suisse romande se déroule les 23 et 24 juillet 1896 à Genève. Elle « a pour but de discuter la question d’un glossaire des patois romands » et décide de son « élaboration ». Les directeurs se réunissent à nouveau plusieurs fois en 1898, ils comptent sur un subside de la Confédération pour le Glossaire, cependant la somme de 5 000 francs discutée en décembre à l’Assemblée fédérale est jugée insuffisance (en regard des 10 000 francs alloués au glossaire allemand, le Schweizerisches Idiotikon). Le comité philologique (contrôle scientifique) se réunit la première fois en mars 1899 à Fribourg. Le Conseil des États accepte en décembre 1900 de porter la subvention pour le Glossaire de 7 000 à 8 000 francs. Nouvelle augmentation en 1904, de 10 000 à 12 000 francs. Le budget pour 1911 monte à 18 900 francs, dont 13 500 francs versés par la Confédération et 5 400 francs par les cantons.
L'institut se trouve à Berne dès 1942, à Lausanne dès 1955, puis à Neuchâtel dès 1972.

### Relevés phonétiques 1899-1907
De 1899 à 1903, des relevés phonétiques ont été faits dans près de 400 localités, sur la base de 350 mots spécialement choisis. Des relevés analogues sont faits à nouveau entre 1904 et 1907, dans 62 lieux et sur la base de 480 mots. 

### Enquête lexicographique 1900-1910
Les « fiches des correspondants » ont été rédigées par des patoisants bénévoles qui ont répondu par écrit à des questionnaires qui leur parvenaient chaque semaine par la poste, chaque fois sur un sujet précis. Plus de 150 correspondants ont été choisis de manière à couvrir l'ensemble du territoire. Ils ont noté sur une fiche distincte chaque mot patois, utilisant une transcription commune pour leur prononciation, et précisant les significations et emplois par des exemples. Une couleur a été attribuée aux fiches de chaque canton, pour faciliter les classements ultérieurs. Des copistes ont par la suite dupliqué les fiches autant de fois que nécessaire, afin qu’elles puissent être classées sous les divers mots mentionnés. Par exemple une fiche consacrée au mot « blanc » et mentionnant une « chemise blanche » sera aussi classé sous « chemise ». Il y a au total plus d'un demi-million de fiches.
Des compléments aux informations apportées par les correspondants ont été nécessaires là où le patois était peu pratiqué, les fondateurs du Glossaire sont allés sur le terrain et ont constitué une collection de plusieurs milliers de « fiches des rédacteurs ».

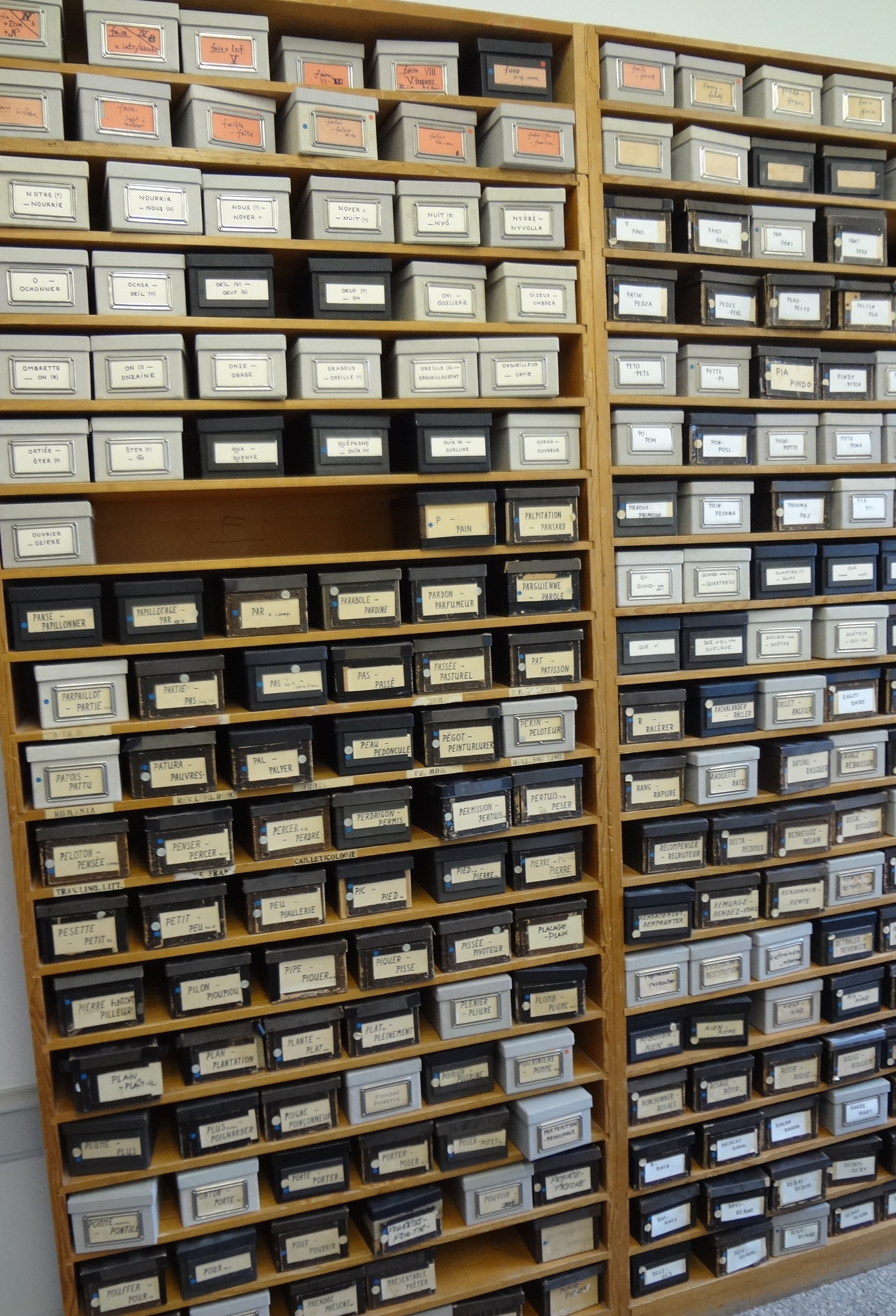
Lettres « n » à « r »
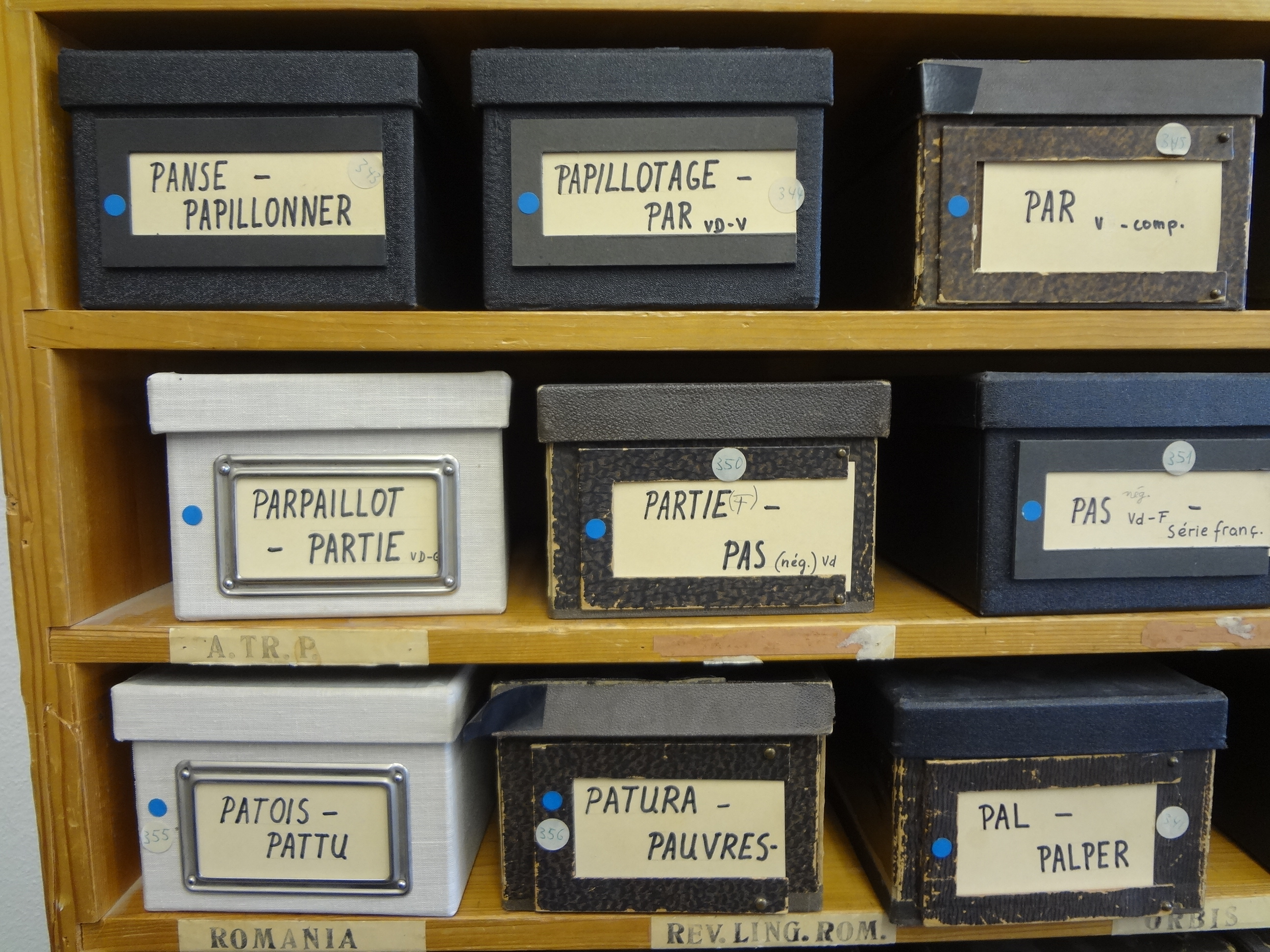
Boîtes de fiches
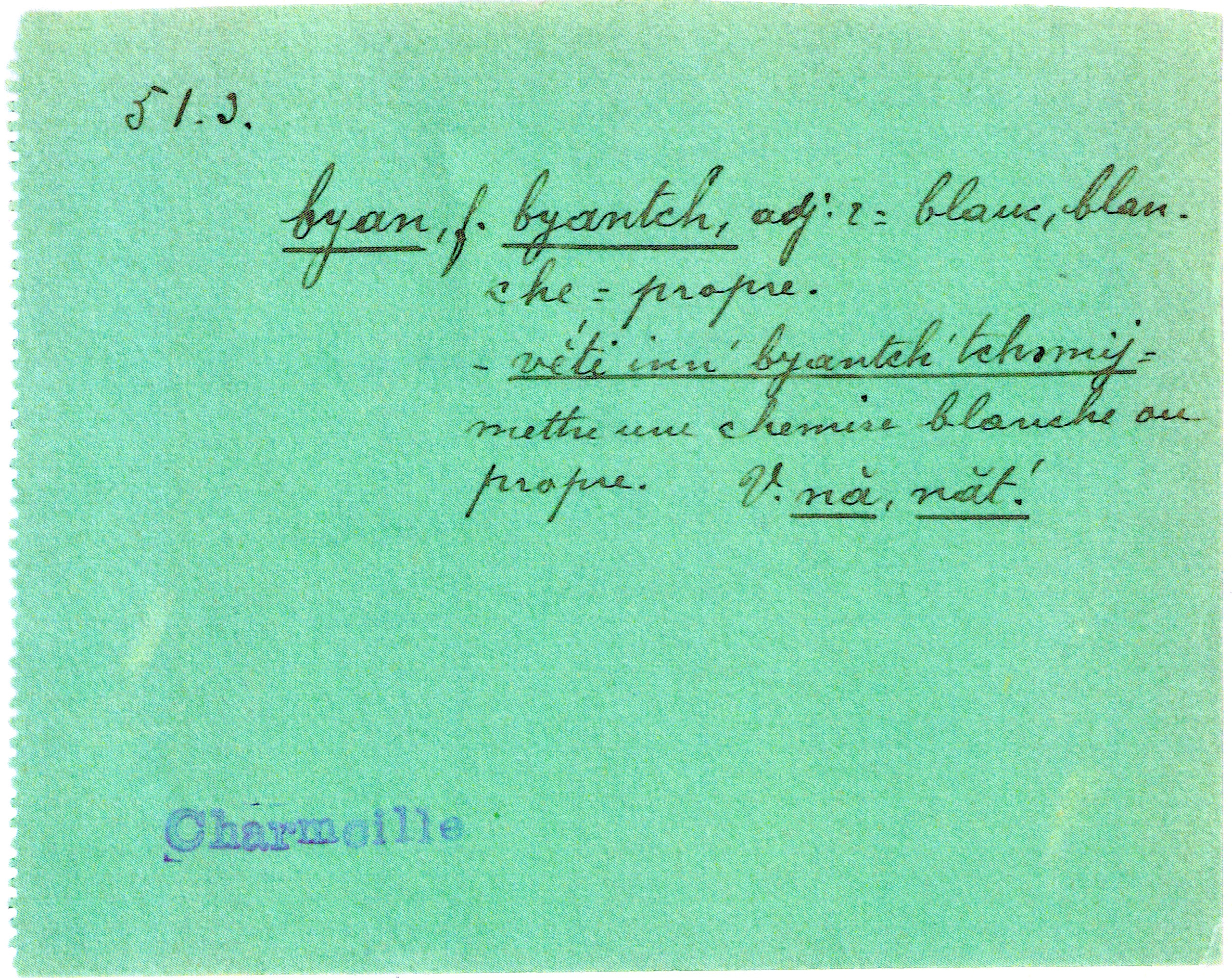
Fiche
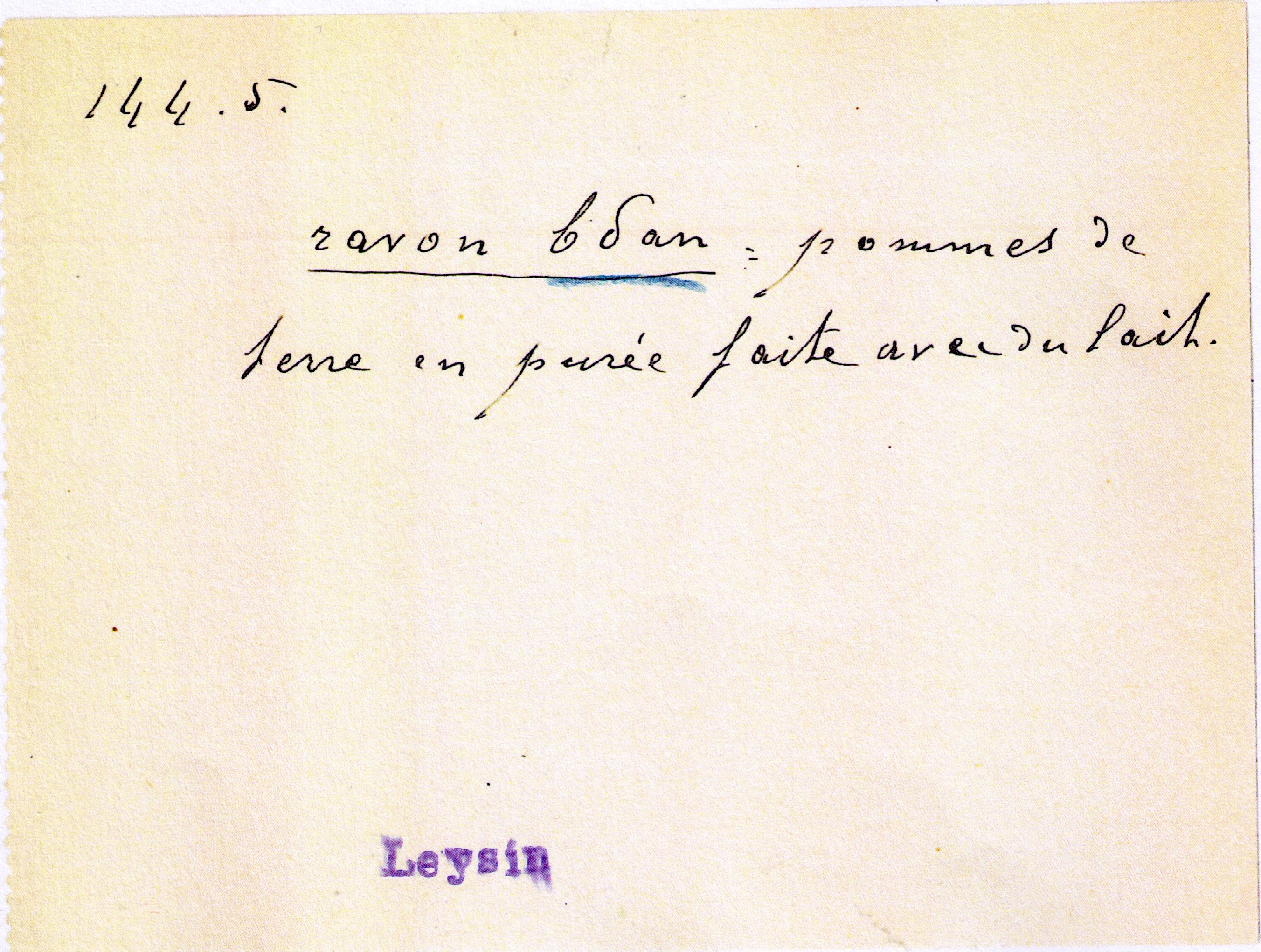
Fiche
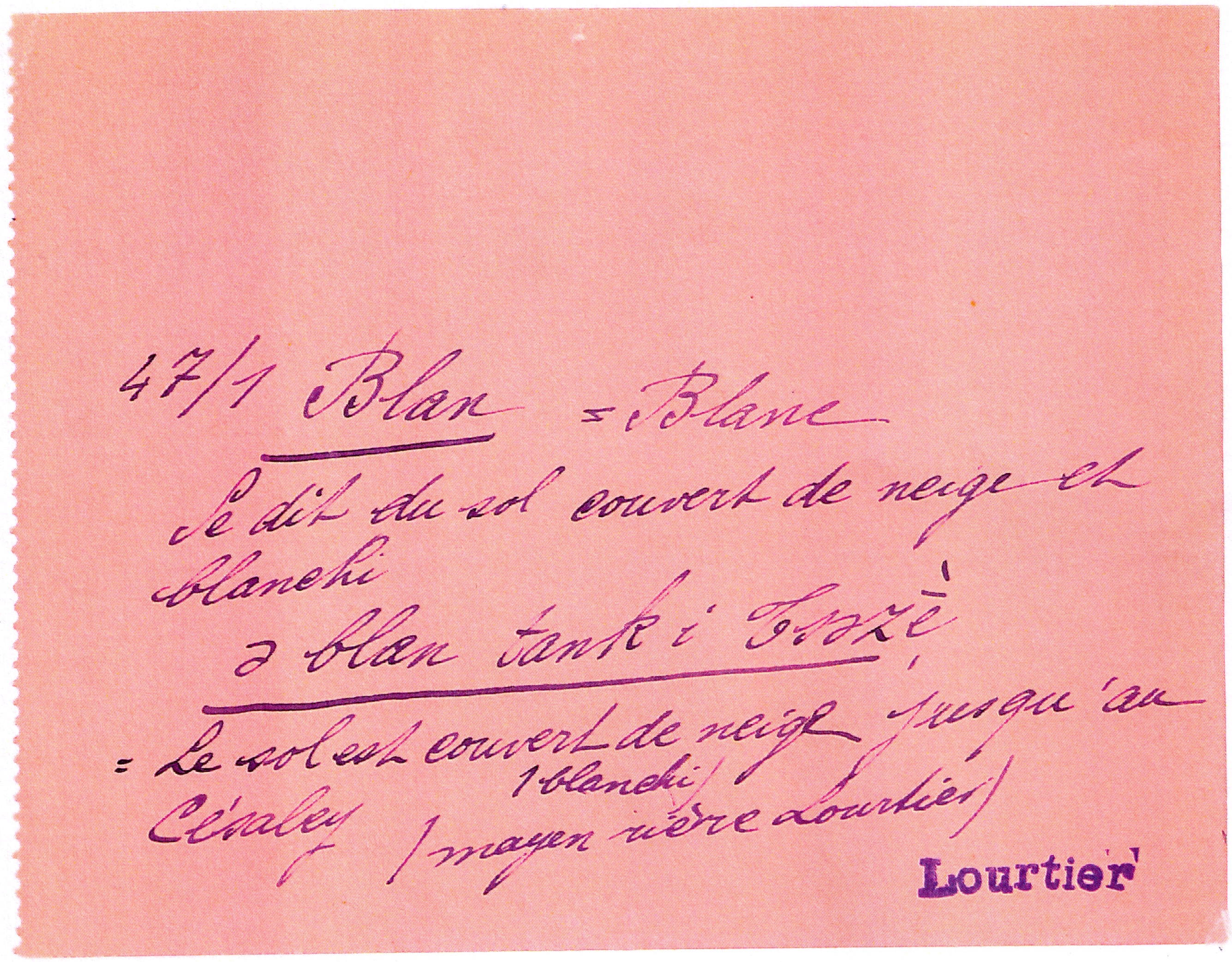
Fiche
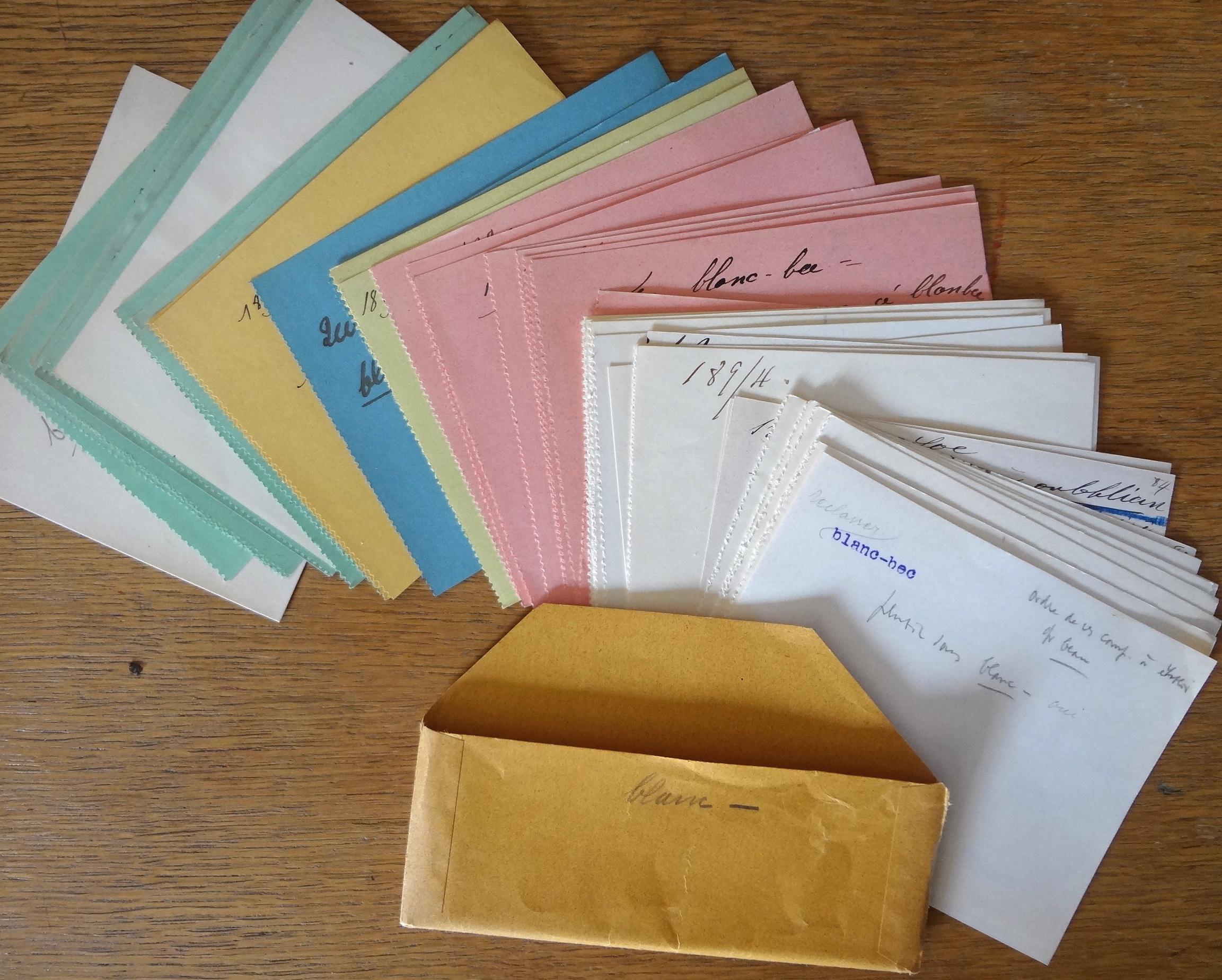
Fiches « Blanc »
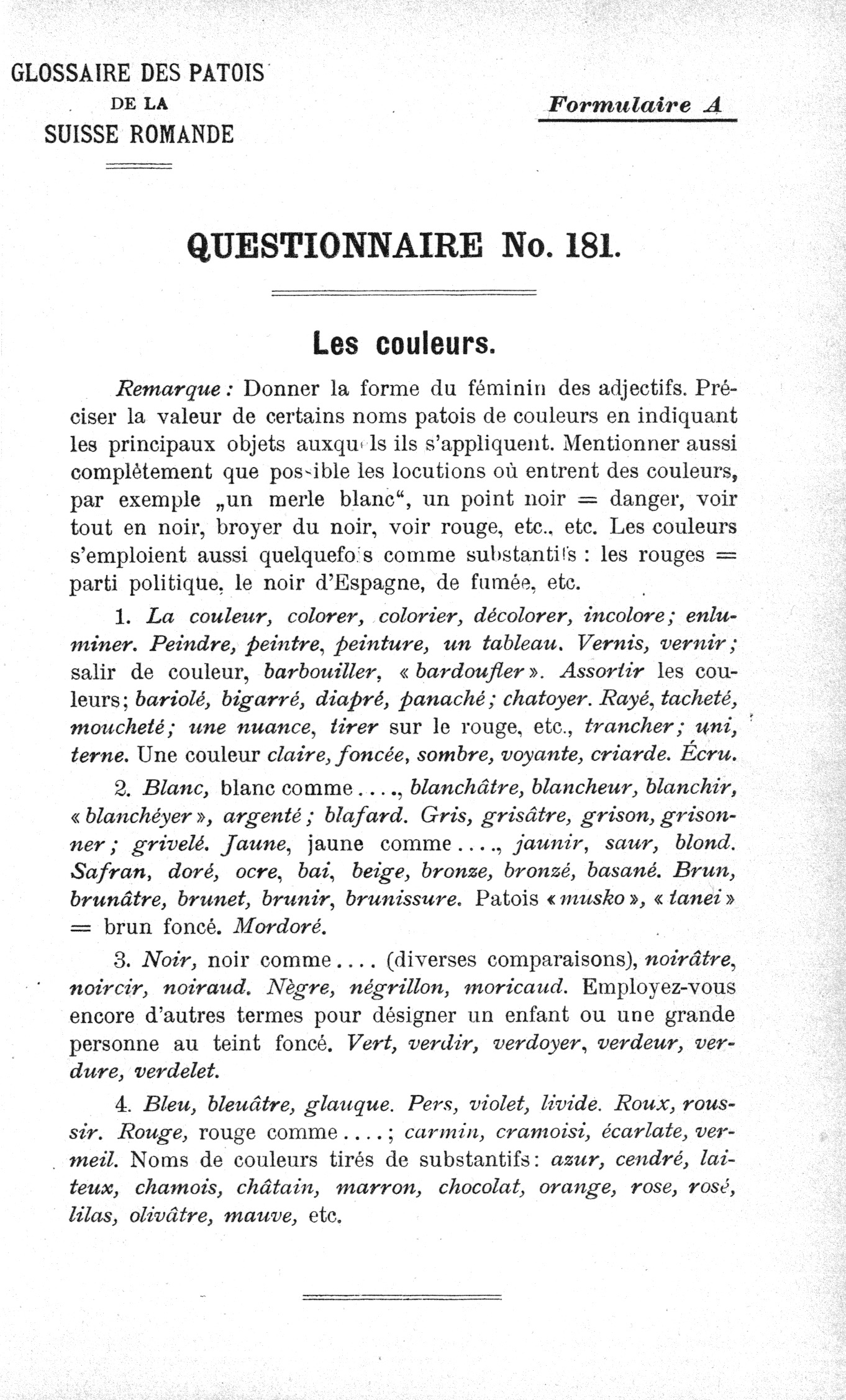
Questionnaire 181

### Enquête toponymique dès 1903

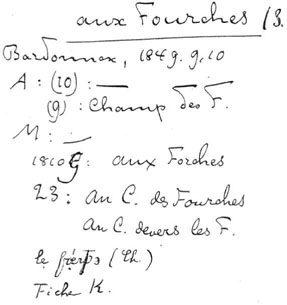
Spécimen du « fichier Muret », Aux Fourches à Bardonnex
Avant-dernière ligne : prononciation selon Louis Châtillon, 1915

Dès 1903 et pendant 30 ans, le linguiste Ernest Muret a été mandaté par le GPSR pour étudier l'origine et l'évolution des noms de lieux en Suisse romande. 946 communes ont été étudiées et une fiche par lieu-dit recense les diverses appellations officielles retrouvées sur les plans et cartes. Muret a aussi reproduit la prononciation quand des entretiens ont pu avoir lieu avec des locuteurs âgés. Par exemple il y a 232 fiches pour la commune de Bardonnex où deux patoisans ont témoigné en 1915 et 1926.
Au total, environ 120 000 fiches rangées dans plus de 160 boîtes recensent environ 150 000 noms de lieux.
Les fiches toponymiques de Muret sont consultables en ligne.

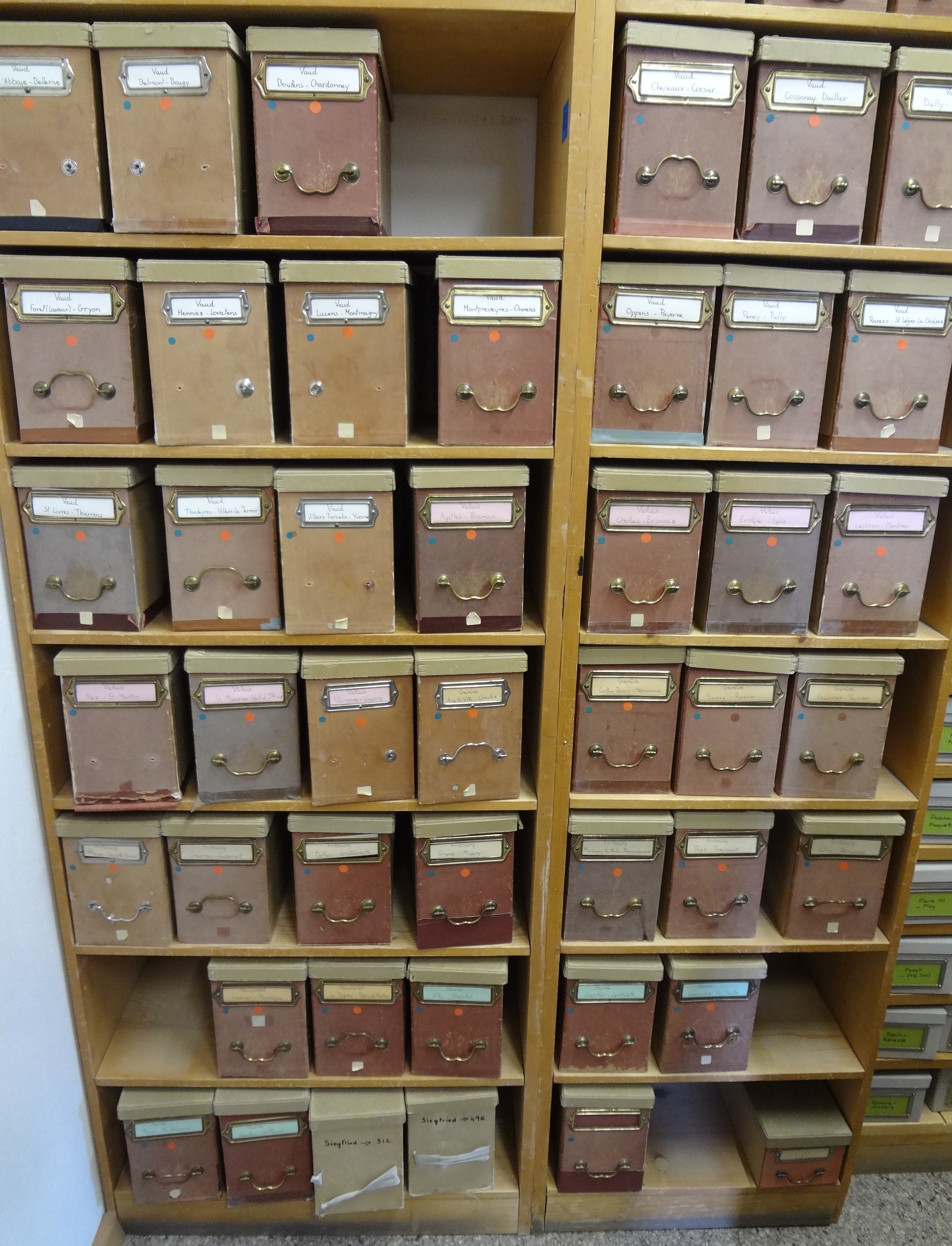
Fichier Muret
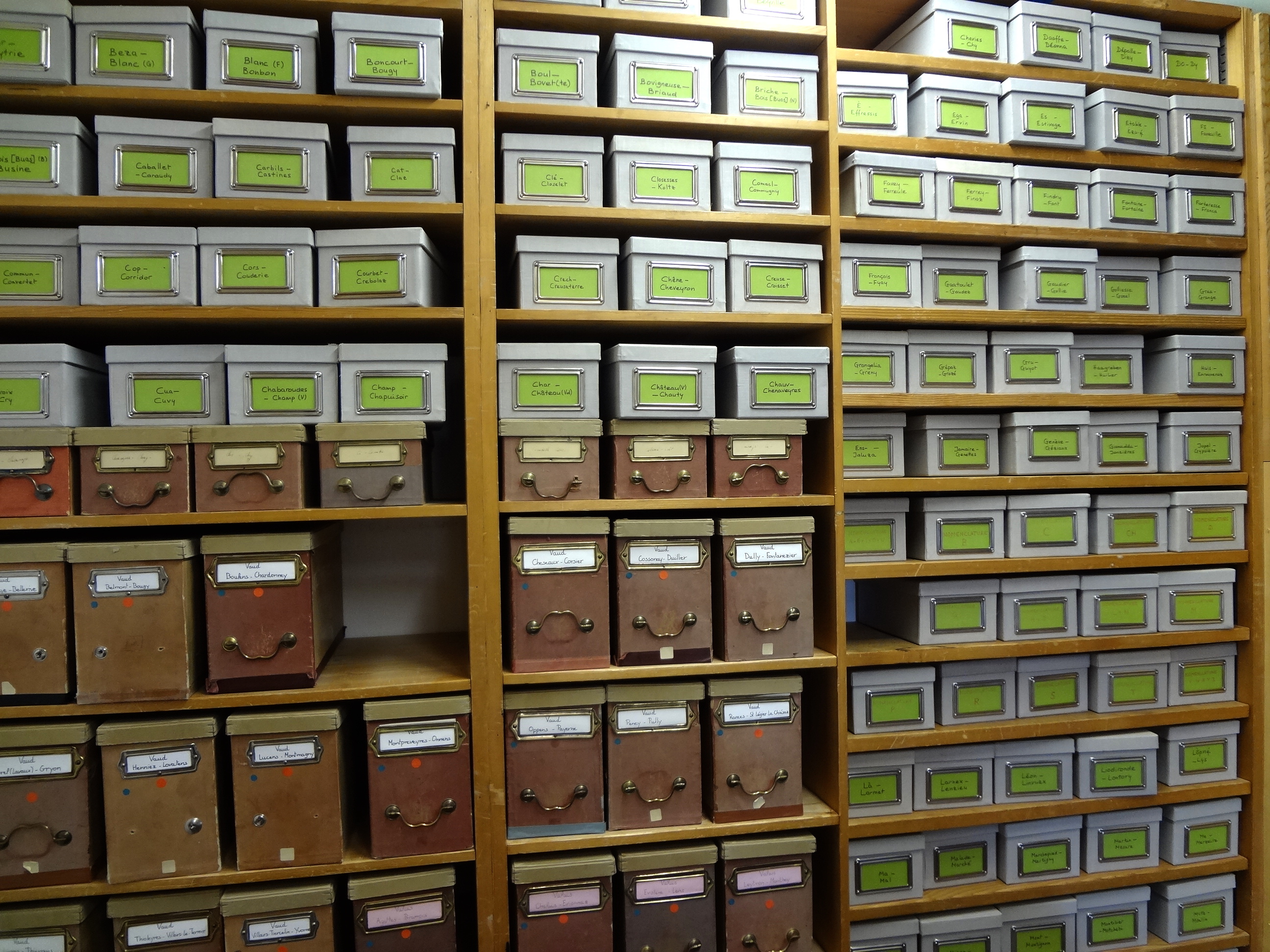
Fichier Muret
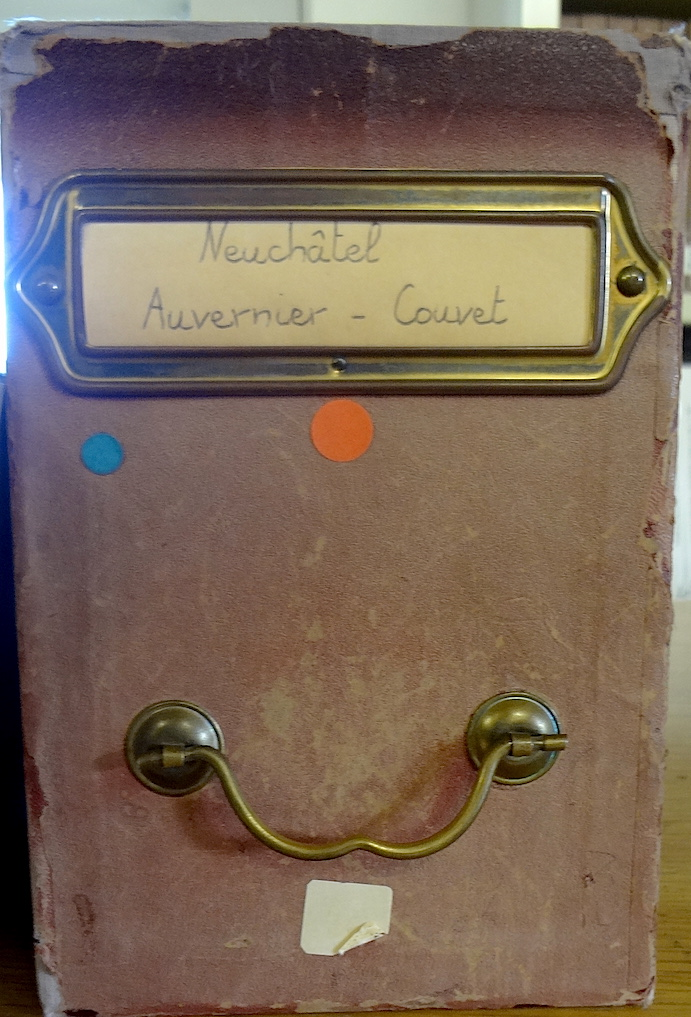
Boîte fichier Muret
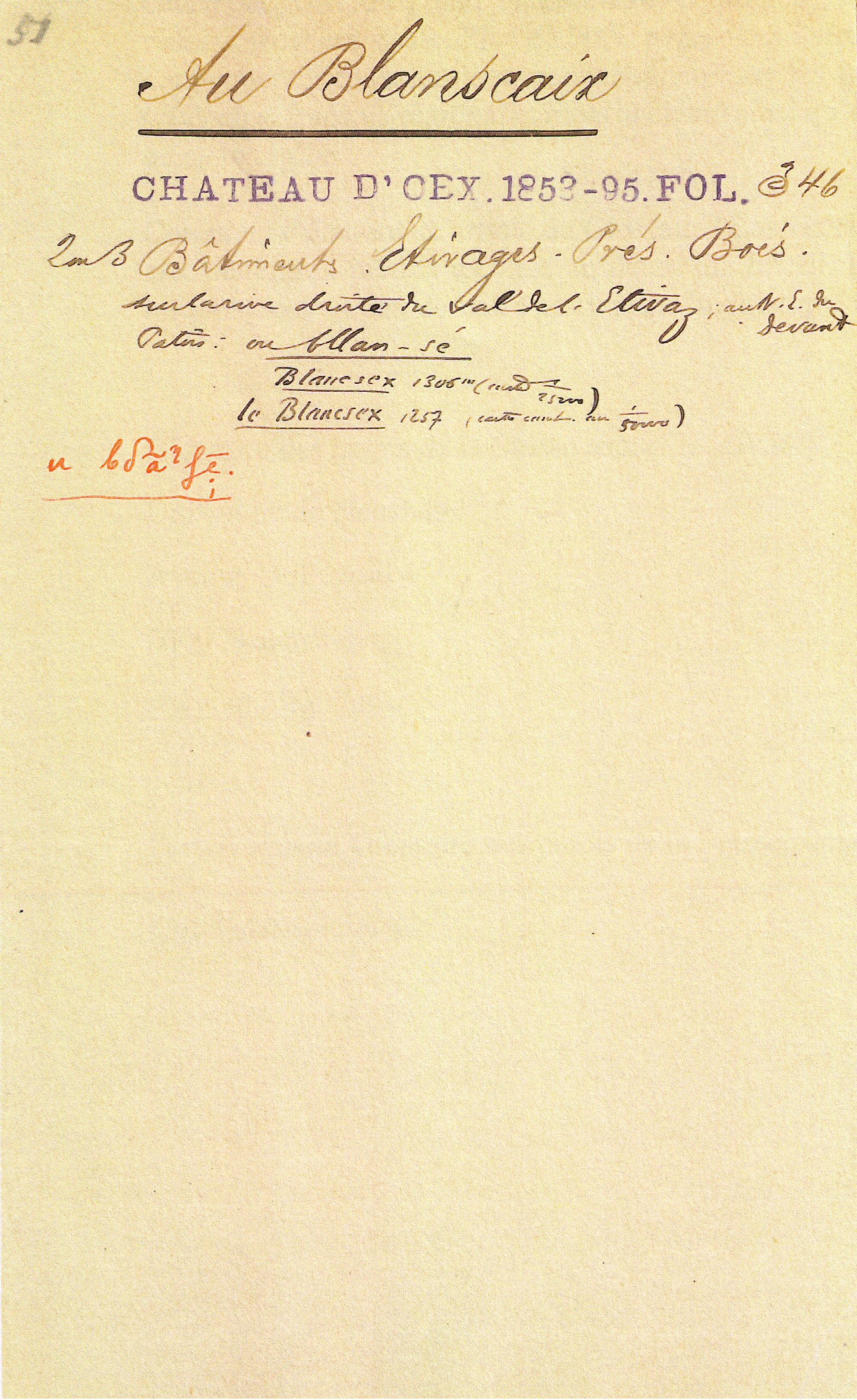
Fiche Au Blanscaix

### Enquête ethnographique 1943-1947
Le GPSR a mandaté l’ethnologue Wilhelm Egloff pour explorer plusieurs régions de Suisse romande, spécialement concernant la vie agricole et artisanale. Il a recueilli des descriptions minutieuses sur, par exemple, l’agriculture, la viticulture, l’élevage, la charpente, la boissellerie et les travaux de la forge.
Le peintre Paul Boesch a accompagné l’ethnologue, et dessiné plus de 2 000 esquisses représentant des objets de la vie paysanne et des anciens métiers.

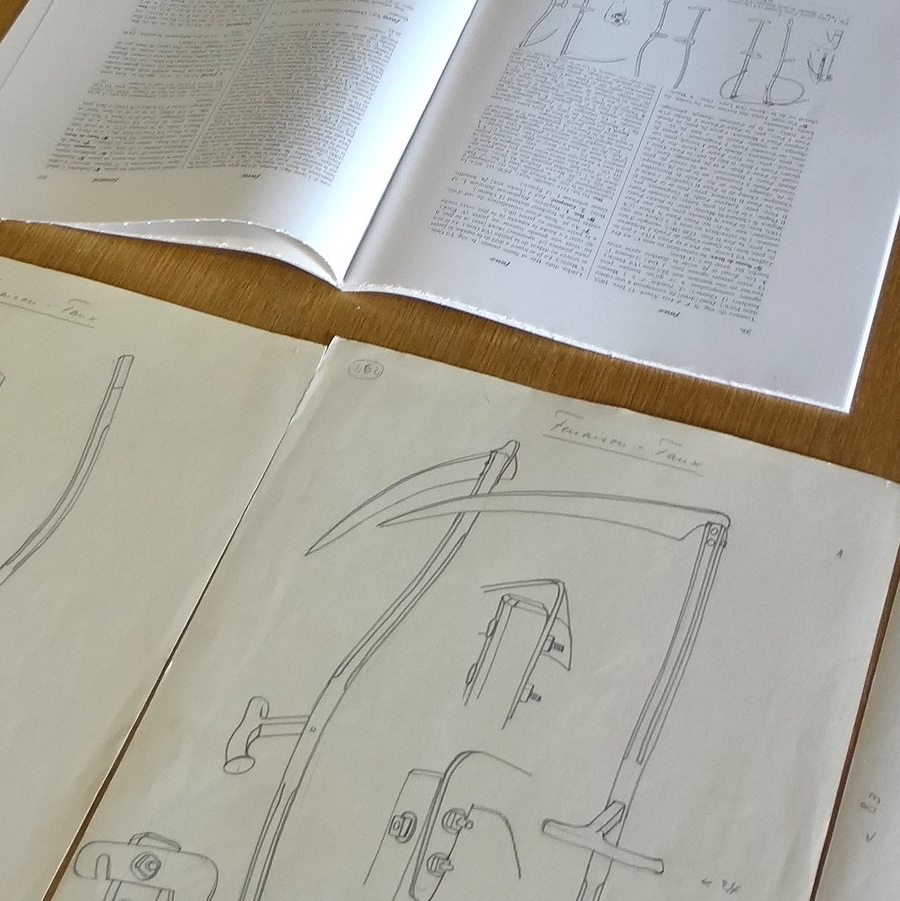
Dessins de faux

## Liens institutionnels
Le GPSR appartient depuis 1997 à la Conférence intercantonale de la Suisse romande et du Tessin, il devient en 2008 un « laboratoire » du Centre de dialectologie et d'étude du français régional de l'Université de Neuchâtel. Son troisième organe de tutelle est l'Académie suisse des sciences humaines et sociales.
Le GPSR est l'un des quatre « Vocabulaires nationaux » de la Suisse, avec le (de) Schweizerisches Idiotikon, le (rm) Dicziunari Rumantsch Grischun et le (it) Vocabolario dei dialetti della Svizzera italiana.

## Publications

### LeGlossaire
Le premier fascicule du Glossaire paraît en 1924. 
En 2009, il y a environ 25 000 articles publiés, couvrant les lettres A à E. Les tomes VII et VIII couvrent les lettres F et G. En 2018 sont parus les fascicules n° 126 (de guère à gyuó, tome VIII) et n° 127 (de h à hausse, tome IX).
Le Glossaire est mis en ligne en 2018, après quatre ans de travaux, à l’exclusion des fascicules les plus récents. Ce projet d’envergure a pu se réaliser grâce au financement de l’Académie suisse des sciences humaines et sociales (ASSH), à la rétronumérisation effectuée par l’Université de Trèves en Allemagne, et la contribution technique de la Haute École de gestion (HEG Arc).

### Autres
- Le Rapport du GPSR, qui paraît tous les deux ans (annuellement jusqu'en 1997), fait suite à la Bibliographie linguistique ... de 1912–1920.

- Actes du Colloque de dialectologie francoprovençale organisé par le GPSR, Neuchâtel, 23–27 septembre 1969, Neuchâtel, Université, 1971.
- Tableaux phonétiques des patois suisses romands, Neuchâtel, Paul Attinger, 1925.
- Bibliographie linguistique de la Suisse romande, tomes I et II, Neuchâtel, Paul Attinger, 1912 et 1920.
- Bulletin du Glossaire des patois de la Suisse romande, Berne, Bureau du GPSR, et Zurich, Zurcher & Furrer, 1902–1915.

- Un projet de rétrodigitalisation a mené en 2018 à l’ouverture au public d’une nouvelle version du portail du GPSR.

## Transcription GPSR

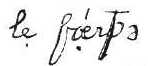
Transcription de la prononciation du lieu-dit « Les Fourches » par un patoisant de Bardonnex, 1915, fichier Muret.

La transcription du Glossaire des patois de la Suisse romande, aussi appelé transcription GPSR, est un système de transcription phonétique, basé sur l’écriture latine, utilisé en dialectologie de Suisse romande par le Glossaire et ses publications.
Les symboles de la transcription GPSR sont ici mis en regard de l’alphabet phonétique international.
| GPSR | API        | Notes                |
| ---- | ---------- | -------------------- |
| a    | [a]        |                      |
| å    | [ɒ]        | entre a et ò         |
| aͤ    | [æ]        | entre a et è         |
| è    | [ɛ]        | e ouvert             |
| e    | [e] ou [ɛ] | e moyen indéterminé  |
| é    | [e]        | e fermé              |
| ë    | [ɜ]        | entre è et ə         |
| ə    | [ə]        | e assourdi           |
| i    | [i]        |                      |
| ì    | [ɪ]        | entre e et i         |
| ò    | [ɔ]        | o ouvert             |
| o    | [o] ou [ɔ] | o moyen indéterminé  |
| ó    | [o]        | o fermé              |
| ö    | [ɵ]        | entre ò et ə         |
| œ̀    | [œ]        | eu ouvert            |
| œ    | [œ] ou [ø] | eu moyen indéterminé |
| œ́    | [ø]        | eu fermé             |
| ou   | [u]        |                      |
| où   | [ʊ]        | entre ó et ou        |
| oü   | [ʉ]        | entre ou et u        |
| u    | [y]        |                      |
| ù    | [ø]        | entre œ́ et u         |

| GPSR | API |
| ---- | --- |
| an   | [ã] |
| ån   | [ɑ̃] |
| én   | [ẽ] |
| ən   | [ə̃] |
| in   | [ɛ̃] |
| ïn   | [ĩ] |
| on   | [ɔ̃] |
| ón   | [õ] |
| oun  | [ũ] |
| un   | [œ̃] |
| ün   | [ỹ] |

| GPSR | API |
| ---- | --- |
| ou̯   | [w] |
| u̯    | [ɥ] |
| y    | [j] |

| GPSR | API  |
| ---- | ---- |
| b    | [b]  |
| ch   | [ʃ]  |
| d    | [d]  |
| f    | [f]  |
| j    | [ʒ]  |
| k    | [k]  |
| l    | [l]  |
| m    | [m]  |
| n    | [n]  |
| p    | [p]  |
| r    | [r]  |
| t    | [t]  |
| v    | [v]  |
| dj   | [dʒ] |
| dz   | [dz] |
| g    | [ɡ]  |

| GPSR | API  |
| ---- | ---- |
| h    | [h]  |
| ḥ    | [ɣ]  |
| ł    | [lʲ] |
| ly   | [ʎ]  |
| ṅ    | [ŋ]  |
| ny   | [ɲ]  |
| ṙ    | [ʁ]  |
| s    | [s]  |
| ṣ    | [θ]  |
| ṣᷝ    | [ɬ]  |
| tch  | [tʃ] |
| ts   | [ts] |
| z    | [z]  |
| ẓ    | [ð]  |
| ẓᷝ    | [ɮ]  |

Les voyelles longues sont indiquées à l’aide du macron, par exemple ā ou ḗ, les brèves peuvent être notée avec le brève, par exemple ă. Les consonnes prolongées peuvent aussi porter le signe de longueur, par exemple n̄.
L’accent tonique est indiqué avec un trait vertical souscrit, par exemple e̩.
Lorsqu’il y a ambigüité entre la voyelle nasale et la voyelle orale suivie de n, un point médian est placé entre la voyelle orale et le n, par exemple kan pour « camp » et ka·n « canne ».
Les diphtongues sont notées par juxtaposition des symboles des deux voyelles. Le point médian est placé entre les voyelles lorsque celles-ci ne forme pas une diphtongue. Le i tréma est utilisé dans les diphtongues nasales.

## Distinctions
La fondation Graziadio Isaia Ascoli décerne en 1917 son prix de 1 500 francs au GPSR. Ce prix est donné tous les quatre ans. Les rapporteurs pour ce prix sont les  philologues italiens Francesco D'Ovidio, Pio Rajna et Ernesto Monaci. Une « distinction très flatteuse » selon le rédacteur de la Gazette de Lausanne.
Le Glossaire des patois de la Suisse romande a également été honoré du prix Volney de l'Institut de France, au même titre que le FEW de Walther von Wartburg.

## Sources
- Sever Pop, La dialectologie : aperçu historique et méthodes d'enquêtes linguistiques, J. Duculot, Louvain, 1950, 2 vol. (volume 1 et volume 2 sur archive.org)
- L. Gauchat, J. Jeanjaquet, E. Tappolet et E. Muret, Glossaire des patois de la Suisse romande, vol. 1 : a - arranger, Neuchâtel et Paris, édition Victor Attinger, 1924-1933 (lire en ligne)
- (en) H. Geisler, R. Forkel et J.-M. List, « A digital, retro-standardized edition of the Tableaux Phonétiques des Patois Suisses Romands (TPPSR) », dans M. Avanzi, N. LoVecchio, A. Millour, A. Thibault, Nouveaux regards sur la variation dialectale – New Ways of Analyzing Dialectal Variation, Strasbourg, Éditions de Linguistique et de Philologie (DOI 10.17613/x8yd-5y42 , lire en ligne )